# Sally Yates
Sally Caroline Yates (de soltera Quillian; Atlanta, 20 de agosto de 1960) es una abogada estadounidense. Se ha desempeñado como Fiscal y luego Fiscal general adjunta de los Estados Unidos, designada por el presidente Barack Obama.
Se desempeñó como Fiscal general interina de los Estados Unidos desde el 20 de enero de 2017 hasta su despido por el presidente Donald Trump, el 30 de enero de 2017, después de su pedido al Departamento de Justicia de no defender en los tribunales la Orden Ejecutiva 13769 de Trump relacionada con la inmigración.

## Primeros años y educación
Yates nació en Atlanta, Georgia, siendo hija de J. Kelley Quillian, abogado que se desempeñó como juez en la Corte de Apelaciones de Georgia entre 1966 y 1984, y Xara Terrell Quillian. Su abuela había sido una de las primeras mujeres admitidas en la abogacía en Georgia; sin embargo, no fue contratada como abogada, sino como secretaria legal del abuelo de Yates.
Asistió a la Universidad de Georgia, recibiendo su título de abogacía en 1982. En 1986 completó un doctorado en jurisprudencia es de la Escuela de Leyes de la Universidad de Georgia. Durante sus estudios en la Escuela de Leyes, fue editora ejecutiva de la publicación Georgia Law Review.

## Carrera
En 1986, Yates fue admitida a la Barra Estatal de Georgia. De 1985 a 1989 ejerció como abogada en la firma King & Spalding en Atlanta. En 1989 fue contratada como asistente del fiscal Bob Barr para la Oficina del Fiscal de los Estados Unidos del Distrito Norte de Georgia. Al principio de su carrera en el Departamento de Justicia, Yates procesó una variedad de tipos de casos, incluyendo delito de guante blanco y corrupción política. En 1994 se convierte en Jefa de la Sección de Fraude y Corrupción Pública. Fue la fiscal principal en el enjuiciamiento del terrorista cristiano Eric Rudolph, que cometió atentados en todo el sur de Estados Unidos entre 1996 y 1998, matando a dos personas e hiriendo a más de 120. Fue ascendida a primera asistente fiscal de los Estados Unidos en 2002 y a procuradora interna de los Estados Unidos en 2004. En la oficina del Fiscal de los Estados Unidos ocupó cargos de liderazgo bajo administraciones republicanas y demócratas.
El presidente Obama la nominó para ser fiscal en el Distrito Norte de Georgia. Fue confirmada por el Senado de los Estados Unidos el 10 de marzo de 2010. Yates fue la primera mujer en ocupar esa posición en el Distrito Norte de Georgia. Durante su tiempo como fiscal, fue designada por el fiscal general, Eric Holder, para desempeñarse como vicepresidenta del Comité Asesor del Fiscal General.

### Fiscal general adjunta de los Estados Unidos
El 13 de mayo de 2015, el Senado de Estados Unidos votó 84-12 (con 4 abstenciones) para confirmar a Yates como fiscal general adjunta de los Estados Unidos, la segunda posición más alta en el Departamento de Justicia. Durante su audiencia de confirmación, cuando el senador y futuro Fiscal general Jeff Sessions le preguntó si desobedecería las órdenes ilegales de un presidente, ella respondió que tendría la obligación de seguir la ley y la Constitución y dar un consejo legal independiente al presidente. Yates sirvió para la Fiscal general Loretta Lynch, que asumió el cargo poco antes de la confirmación de Yates.
En 2015, fue la autora de la política conocida como la «memorándum de Yates» (en inglés: Yates Memo), que prioriza el enjuiciamiento de ejecutivos por delitos corporativos. Durante los últimos días de la administración Obama, supervisó la revisión de 16.000 peticiones de clemencia ejecutiva, haciendo recomendaciones al Presidente.

### Fiscal general interina de los Estados Unidos

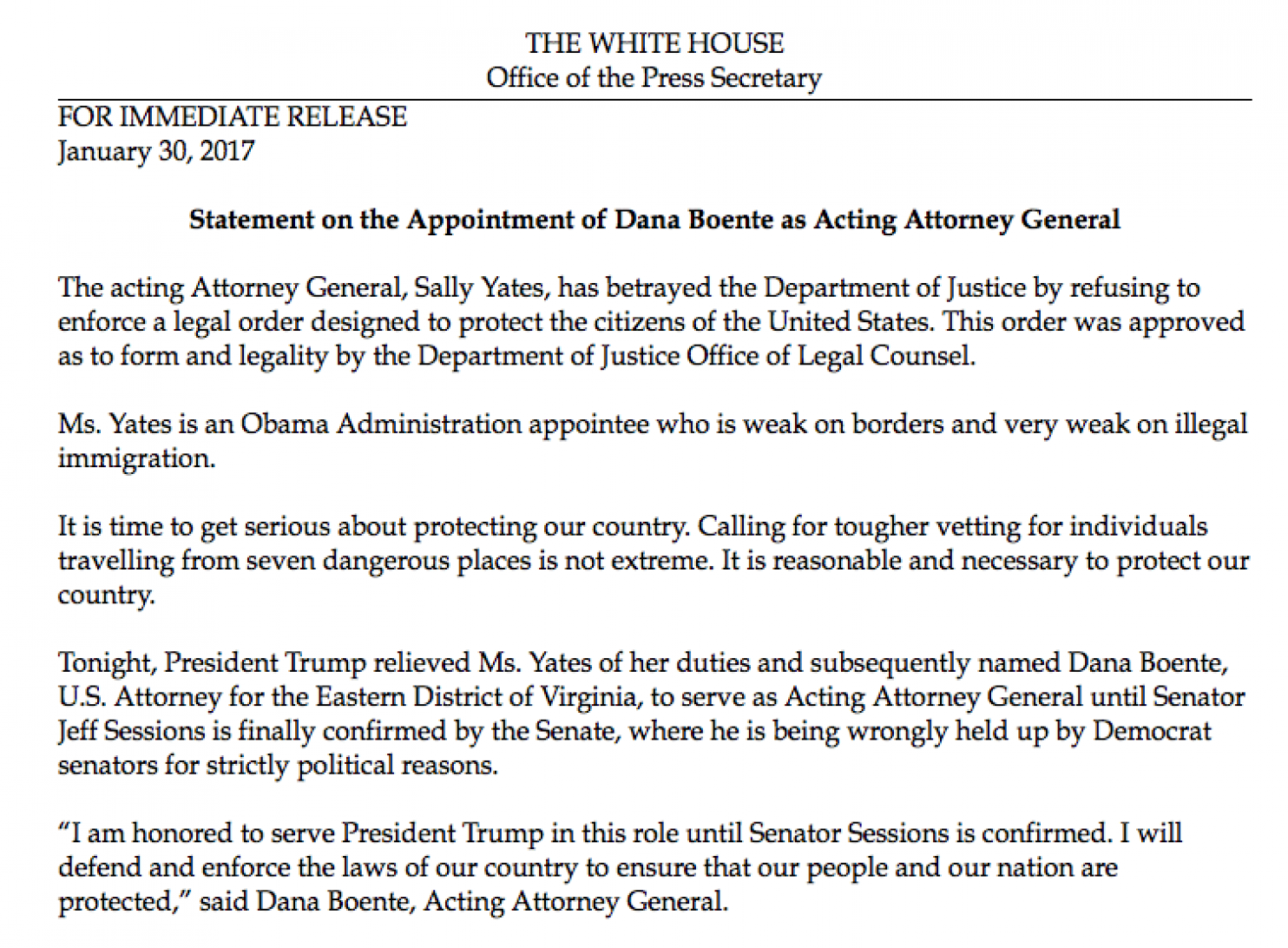
Comunicado de prensa de la Casa Blanca sobre el despido de Yates.

En enero de 2017, de acuerdo con un portavoz del Departamento de Justicia, Yates aceptó una solicitud de la administración Trump  para que se desempeñe como Fiscal general interina desde el 20 de enero de 2017 y hasta que la sucesora de la Fiscal general Loretta Lynch pueda ser confirmada por el Senado estadounidense.
A finales de enero, Yates advirtió a la administración Trump que el Consejero de Seguridad Nacional Michael T. Flynn no había sido sincero acerca de sus contactos con Rusia relacionados con sanciones y que era vulnerable al chantaje de la inteligencia rusa. The Washington Post informó públicamente de la advertencia de Yates el 13 de febrero de 2017, y en cuestión de horas Flynn renunció.
El 30 de enero, Yates ordenó al Departamento de Justicia que no defendiera la orden ejecutiva de Trump sobre viajes e inmigración, escribiendo en una carta al personal del Departamento de Justicia: 

En la actualidad, no estoy convencida de que la defensa del orden ejecutivo sea coherente con estas responsabilidades, ni estoy convencida de que la orden ejecutiva sea legal...Soy responsable de asegurar que las posiciones que tomamos en el tribunal permanezcan en consonancia con la obligación solemne de esta institución de buscar siempre justicia y defender lo que es correcto. Mientras yo sea la Fiscal general en funciones, el Departamento de Justicia no presentará argumentos en defensa del orden ejecutivo, a menos que y hasta que esté convencida de que es apropiado hacerlo.

En respuesta a su decisión de no defender la Orden, el exfiscal general Eric Holder tuiteó que confiaba en su juicio.
Más tarde ese día, a través de una carta entregada a mano, la administración Trump despidió a Yates, reemplazándola por Dana J. Boente, el Fiscal del Distrito Este de Virginia. Un comunicado de la Casa Blanca expresó que Yates «ha traicionado al Departamento de Justicia al rehusar acatar una orden legal diseñada para proteger a los ciudadanos de Estados Unidos. Esta orden había sido aprobada por el departamento legal del Departamento de Justicia».

#### Reacciones a su despido
El líder de la minoría del Senado, Chuck Schumer, calificó las acciones de Yates como «un acto valiente y correcto», mientras que el republicano John Conyers criticó la decisión de despedirla: «Si los funcionarios gubernamentales consideran que las directivas de Trump son ilegales e inconstitucionales, simplemente los despedirá como si el gobierno fuera un reality show».
El profesor de derecho Jonathan Adler dijo, sin embargo, que «Yates no afirmó que estaba convencida de que la orden era ilegal, sino sólo que no era 'sabia o justa'» y que «no tenía conocimiento de ningún caso en que el Departamento de Justicia se negó a defender una actuación ejecutiva presuntamente lícita sobre esta base». Adler argumentó que debería haber dimitido y declarado públicamente sus razones para hacerlo. Se informó que Yates consideró y optó por no renunciar porque no quería dejar a su sucesor frente a la misma pregunta.
Los editores de National Review dijeron que su desafío a la orden ejecutiva era "inapropiado", ya que Yates no era una funcionaria electa y «todos los funcionarios del Departamento de Justicia saben que si uno está en desacuerdo con la ley que se les solicita hacer cumplir, uno es libre de dimitir».
The New York Times y otros medios y comentaristas políticos hicieron comparaciones con la destitución del presidente estadounidense Richard Nixon del fiscal especial Archibald Cox en la Masacre del sábado por la noche, siendo la destitución de Yates denominada como la «Masacre del lunes por la noche». El periodista investigador del escándalo Watergate Carl Bernstein, sin embargo, hablando en CNN, rechazó la comparación. «Hay una gran diferencia, porque la Masacre del sábado por la noche fue realmente acerca de despedir al Fiscal general cuando Nixon fue blanco de una investigación y estaba obstruyendo activamente la justicia», dijo. «Creo que el presidente está en sus derechos aquí para despedir al Fiscal general, que tiene esa capacidad».
Después del despido de Yates, la representante Jackie Speier la nominó para el premio John F. Kennedy Profile in Courage. La Senadora Estatal de Georgia, Elena Parent, presentó una resolución elogiando a Yates. Se reportó que agentes del Partido Demócrata en Georgia comenzaron a reclutar a Yates para postularse a candidata para Gobernadora de Georgia en las elecciones de 2018.

### Testificando ante las comisiones del Congreso

#### Comisión de Inteligencia de la Cámara de Representantes
En marzo de 2017, Yates fue invitada por la Comisión de Inteligencia de la Cámara de Representantes a declarar ante el Congreso en una audiencia pública como parte de la investigación bipartidista en curso sobre las acusaciones de interferencia rusa en las elecciones presidenciales de Estados Unidos de 2016.
Posteriormente, el mismo mes, sin embargo, The Washington Post publicó documentos que indicaban que la administración Trump había tratado de impedir que testificara, incluyendo cartas del Departamento de Justicia a Yates, indicando que la administración consideraba que su posible testimonio sobre la expulsión de Flynn sería prohibido por el privilegio de las comunicaciones presidenciales o el privilegio del proceso deliberativo.
La audiencia pública en la que Yates había sido designada para declarar fue cancelada por su presidente Devin Nunes, quien dijo a través de su portavoz que ni él ni nadie más en la comisión había discutido el testimonio de Yates con la Casa Blanca. El secretario de prensa de la Casa Blanca, Sean Spicer, calificó la historia de The Washington Post de «falsa»; diciendo que «la Casa Blanca no ha tomado ninguna acción para impedir a Sally Yates de testificar» y que la Casa Blanca había dado su consentimiento tácito; añadiendo: «Espero que ella testifique».

#### Comisión Judicial del Senado
El 8 de mayo de 2017, Yates y James Clapper testificaron durante tres horas ante la Subcomisión Judicial sobre Delito y Terrorismo del Senado sobre las acusaciones de interferencia rusa en las elecciones estadounidenses de 2016. Yates dijo que el FBI entrevistó al entonces Consejero de Seguridad Nacional Michael T. Flynn el 24 de enero de 2017. Debido a esa entrevista, hizo una solicitud «urgente» para reunirse con el abogado de la Casa Blanca Don McGahn. Ella se reunió con él el 26 de enero y de nuevo el 27 de enero. Ella informó a McGahn que Flynn estaba «comprometido» y posiblemente abierto al chantaje de los rusos. Como se informó anteriormente, le dijo a McGahn que Flynn había engañado al vicepresidente Mike Pence y a otros funcionarios del gobierno sobre la naturaleza de su conversación con el embajador ruso. Ella dijo que la «conducta subyacente» de Flynn, que ella no podía describir debido a la clasificación, «era problemática en sí misma», agregando que «[e]ra mucho más que un funcionario de la Casa Blanca que miente a otro».

## Vida personal
Yates está casada con Comer Yates, un administrador de escuela que en 1996 se postuló sin éxito al Congreso como demócrata. La pareja vive en Atlanta, Georgia, y tiene dos hijos.